# التنقيب عن الذهب في السودان

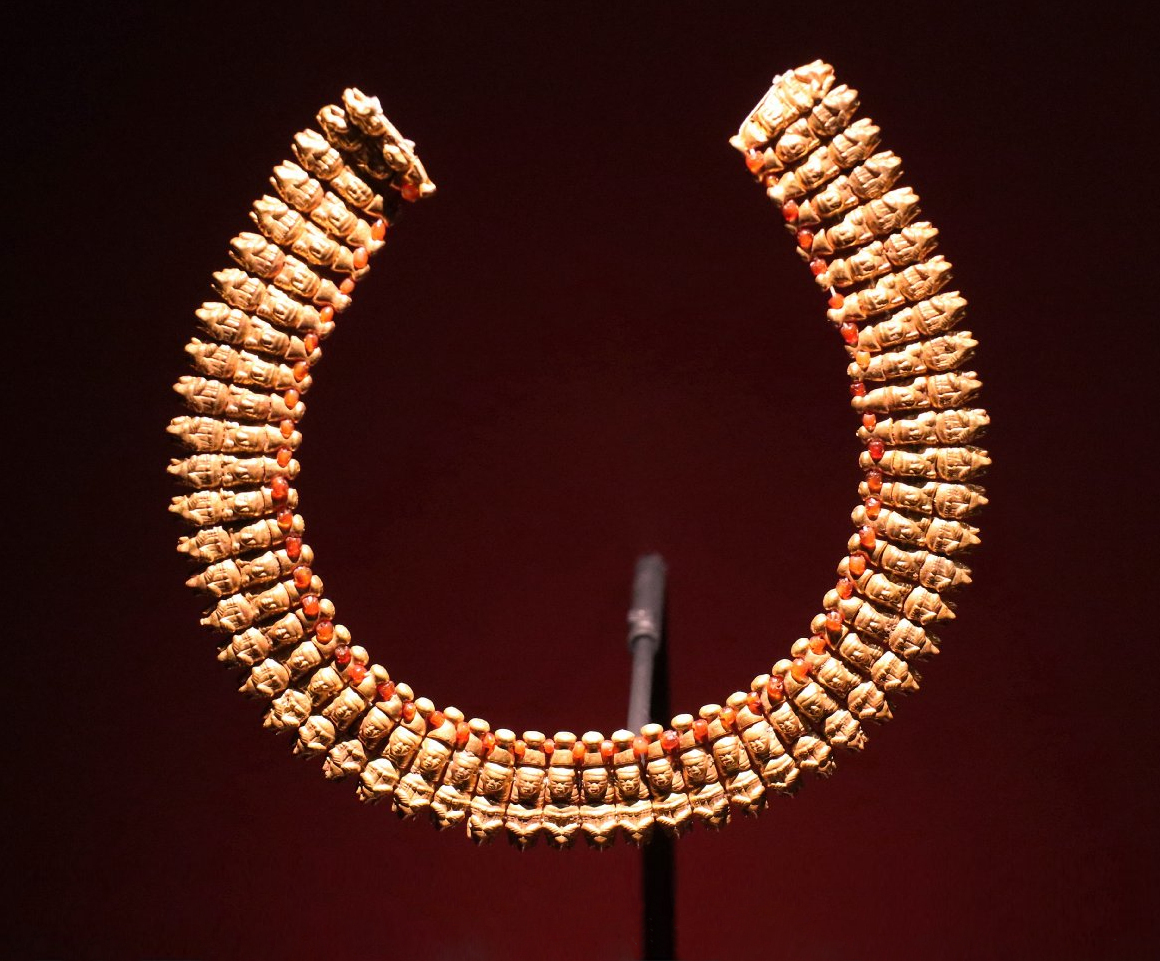
قلادة مصنوعة من ٥٤ قلادة ذهبية مركبة على شكل رأس إنسان ورأس كبش، بينها حبة صغيرة من العقيق الأحمر .بين عامي ١٩٠٧ و١٩٢٨/ أعمال التنقيب عن الآثار في النوبة.

ينتشر معدن الذهب في أغلب مدن شمال السودان الصحراوي، وتعد منجما تاريخيا له وتحديدا من أقصى الشمال وحتى قرب العاصمة الخرطوم، ومن الساحل الشرقي على البحر الأحمر وسلسلة جبال البحر الأحمر إلى أقصى الغرب بالقرب من جبل عوينات والطينة في دارفور. وأدى تنوع طبوغرافيا السودان من أراض صحراوية وسلاسل تلال وجبال بركانية إلى تنوع المعادن بها خاصة الذهب الذي يتواجد بنسب عالية في شمال السودان من وادي حلفا وحتي عطبرة ناتج من تحول الصخور البركانية والرسوبية التي ترجع إلى العصر البروتوزوي المتأخر في شكل عروق مع معادن أخرى مثل النحاس والزنك والحديد.
وفي جبال البحر الأحمر يوجد الذهب بتركيزات عالية تصل في بعض الأماكن إلى 100جرام/طن. كما يوجد مصحوبا بالفضة بجنوب النيل الأزرق «ولاية النيل الأزرق» فيوجد الذهب الرسوبي الذي يتم التنقيب عنه بالطرق التقليدية.

## مخاطر التنقيب
تشهد عملية التنقيب التقليدية عن الذهب، أو «التنقيب الأهلي» في مختلف مناطق السودان الكثير من المخاطر بل والمعاناة تنتهي ربما بكميات قليلة من الذهب، أو قد يحالف البعض الحظ ويظفرون بنحو 5 إلى 10 كيلوجرامات من الذهب ويصبحون أثرياء، لكن أحيانا تنتهي التجربة بمرارة حيث تتحول آبار التنقيب إلى خيبات أمل أو مقابر جماعية لاستخدامهم وسائل بدائية وخطرة مثل الزئبق السام، وقد تنهار عليهم الابار وهم بداخلها، وتكون حياتهم عرضة للخطر، إذ يقضون الليالي الطويلة في مناطق لا توجد بها أي مرافق صحية، فيموت الكثير من العطش أو لدغات العقارب و[[ثعبان|الأفاعي]،] كما يعمل ما يقارب المليون شخص بجانب خمسة ملايين اخرين في مهن تصاحب التنقيب ويغطي التنقيب 81 موقعا في السودان في 18 ولاية.

### المخاطر على التربة
تتمثل في مخلفات التنقيب مثل الزئيق السام وسيانيد الصوديوم فبعد التنقيب يتسربان الي المياه الجوفية ثم يجدان طريقهما إلى النيل فضلا عن تسربهما إلى الهواء عند التنقيب.

### الإنتاج السنوي[2]
يبلغ الإنتاج الصافي للذهب 53 طنا في العام.
كما تم الاتفاق مع شركة ميرو قولد الروسية للنقيب عن الذهب في مناطق استخراجه.